# Nudo del clavo
El nudo del clavo es un nudo utilizado en la pesca con mosca, y puede ser atado en múltiples maneras. Se puede utilizar una aguja o tubo en lugar de un clavo. Los usos más comunes son atar la cabecilla a la línea de mosca, y atar los tramos sucesivos de la línea de mosca.